# Тево
34°03′22″ пн. ш. 103°12′59″ сх. д. / 34.05614° пн. ш. 103.21643° сх. д.
Тево (також Дєбу, від кит. 迭部县, пін. Diébù Xiàn, трансліт. Têwo) — один із повітів КНР у складі Ганьнань-Тибетської автономної префектури, провінція Ганьсу. Адміністративний центр — містечко Денгга.

## Географія
Тево лежить у горах Міншань (південна частина) та Дєшань (північна частина) у західному Ціньліні, перепад висот у діапазоні від 1500 до 4488 метрів над рівнем моря)  у верхів'ях річки Байлун (басейн Янцзи).

### Клімат
Повіт лежить у зоні, котра характеризується вологим континентальним кліматом з теплим літом. Найтепліший місяць — липень із середньою температурою 17,5 °C. Найхолодніший місяць — січень, із середньою температурою -3,2 °С.
| Клімат повіту Тево                                 | Клімат повіту Тево | Клімат повіту Тево | Клімат повіту Тево | Клімат повіту Тево | Клімат повіту Тево | Клімат повіту Тево | Клімат повіту Тево | Клімат повіту Тево | Клімат повіту Тево | Клімат повіту Тево | Клімат повіту Тево | Клімат повіту Тево | Клімат повіту Тево |
| Показник                                           | Січ.               | Лют.               | Бер.               | Квіт.              | Трав.              | Черв.              | Лип.               | Серп.              | Вер.               | Жовт.              | Лист.              | Груд.              | Рік                |
| Середній максимум, °C                              | 6,7                | 10,1               | 14,2               | 18,5               | 20,9               | 23,3               | 25,7               | 25,6               | 21                 | 16                 | 12,5               | 7,7                | 16,9               |
| Середня температура, °C                            | −3,2               | 0,4                | 4,6                | 9,1                | 12,3               | 15,2               | 17,5               | 17,1               | 13,4               | 8                  | 2,5                | −2,4               | 7,9                |
| Середній мінімум, °C                               | −9,9               | −6,4               | −2,1               | 1,9                | 5,6                | 9,2                | 11,6               | 11,4               | 8,7                | 3,2                | −3,8               | −9                 | 1,7                |
| Норма опадів, мм                                   | 3.1                | 5                  | 13.9               | 37.1               | 84.4               | 80.9               | 104.3              | 98.3               | 92.8               | 48.5               | 7.8                | 1.4                | 577.5              |
| Вологість повітря, %                               | 52                 | 51                 | 55                 | 57                 | 64                 | 70                 | 71                 | 71                 | 75                 | 73                 | 62                 | 55                 | 63                 |
| -------------------------------------------------- | ------------------ | ------------------ | ------------------ | ------------------ | ------------------ | ------------------ | ------------------ | ------------------ | ------------------ | ------------------ | ------------------ | ------------------ | ------------------ |
| Джерело: Дані метеостанції №56084 (КНР, 1991-2020) |                    |                    |                    |                    |                    |                    |                    |                    |                    |                    |                    |                    |                    |